# Fianga
Fianga est la 27e ville du Tchad par le nombre d'habitants (9 900 au recensement de 1993).
Elle est le chef-lieu du département du Mont d'Illi.

## Géographie
Latitude : 9.850°N - Longitude : 15.080°E
Fianga est située au sud-ouest du pays à environ 100 km de Bongor (nord-est), 80 km de Pala  (sud) et à 7 km de la frontière camerounaise.

## Économie
Le marché hebdomadaire de Fianga a lieu le mardi.

## Éducation
À nos jours,Fianga possède plusieurs lycées publics et privés, des collèges d'enseignement supérieur. Cette localité a vu  surtout la construction d'un lycée moderne qui a ouvert ses portes en 2007, avec une classe supplémentaire de terminale C pour la première fois dans ce département. Ces lycées ont permis d'augmenter le taux d'alphabétisation dans le département.

## Administration
Liste des maires :